# Erigone (figlia di Egisto)
Erigone (in greco antico Ἠριγόνη Ērigònē) è un personaggio della mitologia greca, figlia di Egisto e Clitennestra.

## Il mito
Nata dalla sventurata unione di Egisto con Clitennestra, Erigone è sorella di Alete e di Elena (una figlia di Egisto e Clitennestra, da non confondersi con Elena di Troia). Sopravvissuta alla furia di Oreste, che le uccise entrambi i genitori ed anche la sorella Elena, lo incolpò di avventato matricidio a fianco del nonno Tindaro (o il cugino Perilao, secondo Pausania) di fronte ai membri dell'Areopago e richiese la sua morte. Quando, per intervento di Atena, Oreste venne assolto da ogni accusa, Erigone, disperata, s'impiccò. 

Secondo un'altra versione, Erigone, che stava per essere uccisa da Oreste similmente al fratello Alete, venne salvata da Artemide che la trasportò ad Atene, dove la rese una sua sacerdotessa.
Un'altra tradizione, accolta da Pausania, riferisce che Erigone si riconciliò con Oreste (suo fratellastro), perdonandogli l'uccisione della madre, divenne sua sposa e gli diede un figlio, Pentilo.

## Fonti

### Fonti primarie
- Pseudo-Apollodoro, Epitome, 6, 25
- Marmor Parium, 40, in Fragmenta historicorum Graecorum, a cura di Karl Wilhelm Ludwig Müller, I, p. 546 (Die Fragmente der griechischen Historiker (FGrHist), 239 A 25)
- Etymologicum Magnum, s. v. "Αἰώρα"
- Igino, Favole, 122
- Pausania, II, 18, 6
- Scolia in Euripide, Oreste, 1648